# گیلان (الیگودرز)
گیلان، روستایی از توابع بخش بشارت شهرستان الیگودرز در استان لرستان ایران است.

## جمعیت
این روستا در دهستان پیشکوه ذلقی قرار دارد و براساس سرشماری مرکز آمار ایران در سال ۱۳۹۵، جمعیت آن ۱۵۰ نفر (۲۰خانوار) بوده‌است.